# Дъглас (окръг, Мисури)
Вижте пояснителната страница за други населени места с името Дъглас.
Окръг Дъглас (на английски: Douglas County) е окръг в щата Мисури, Съединени американски щати. Площта му е 2111 km², а населението - 13 438 души. Административен център е град Ейва.